# بزنجان
بزنجان (بالفارسية: بزنجان) هي مدينة تقع في إيران في محافظة كرمان في الناحية المركزية لمقاطعة بافت. يقدر عدد سكانها بـ 4,417 نسمة .